# Andrea Cosi
Andrea Cosi (Firenze, 30 aprile 2001) è un marciatore italiano, medaglia d'argento nella marcia 20 km agli Europei under 23 di Espoo 2023.

## Progressione

### Marcia 20 km
| Stagione | Tempo    | Luogo       | Data       | Rank. Mond. |
| -------- | -------- | ----------- | ---------- | ----------- |
| 2025     | 1h18'43" | Poděbrady   | 18-5-2025  |             |
| 2024     | 1h19'43" | La Coruña   | 18-5-2024  |             |
| 2023     | 1h21'39" | Milazzo     | 29-1-2023  |             |
| 2022     | 1h21'59" | La Coruña   | 28-5-2022  |             |
| 2021     | 1h25'34" | Grottaglie  | 7-3-2021   |             |
| 2020     | 1h28'45" | Grosseto    | 26-1-2020  |             |
| 2019     | 1h32'05" | Grottammare | 20-10-2019 |             |

## Palmarès
| Anno | Manifestazione               | Sede      | Evento         | Risultato | Prestazione | Note                     |
| ---- | ---------------------------- | --------- | -------------- | --------- | ----------- | ------------------------ |
| 2019 | Europei U20                  | Borås     | Marcia 10000 m | 4º        | 42'39"91    |                          |
| 2021 | Europei U23                  | Tallinn   | Marcia 20 km   | Bronzo    | 1h26'05"    |                          |
| 2022 | Europei                      | Monaco    | Marcia 20 km   | 10º       | 1h22'18"    |                          |
| 2023 | Europei U23                  | Espoo     | Marcia 20 km   | Argento   | 1h23'02"    | [ 1 ]                    |
| 2023 | Mondiali                     | Budapest  | Marcia 20 km   | 30º       | 1h23'28"    | [ 2 ]                    |
| 2025 | Giochi mondiali universitari | Reno-Ruhr | Marcia 20 km   | Oro       | 1h19'48"    | Record delle Universiadi |

## Campionati nazionali
2019
- Argento ai campionati italiani juniores (Rieti), marcia 10000 m - 43'31"45

2020
- 8º ai campionati italiani assoluti (Bressanone), marcia 10 km - 43'58"

2021
- 5º ai campionati italiani assoluti (Rovereto), marcia 10 km - 40'58"

2023
- Oro ai campionati italiani promesse indoor (Ancona), marcia 5000 m - 19'44"93
- Ritirato ai campionati italiani assoluti (Frosinone), marcia 20 km
- Oro ai campionati italiani di marcia su strada promesse (Agropoli), marcia 10000 m - 39'36"48
- Bronzo ai campionati italiani assoluti (Molfetta), marcia 10 km - 41'16"

## Altre competizioni internazionali
2022
- 24º ai Mondiali a squadre di marcia ( Mascate), marcia 20 km - 1h27'57"

2023
- 11º agli Europei a squadre di marcia ( Poděbrady), marcia 20 km - 1h22'48"
- Oro agli Europei a squadre di marcia ( Poděbrady), gara a squadre - 15 pt.